# Jessica Hecht
Jessica Anne Hecht (Princeton, 28 de junho de 1965) é uma atriz e cantora estadunidense, conhecida por suas numerosas aparições na Broadway e em séries de televisão.

## Biografia
Hecht nasceu em Princeton, filha da psicoterapeuta Lenore e do físico e Richard Hecht. Em 1987, se formou em artes cênicas pela Universidade de Nova Iorque. Logo após, já começou a sua carreira como atriz e fez aparições significativas em diversos programas, tal como Lois & Clark: The New Adventures of Superman, ER, Seinfeld, Friends, Once and Again, Law & Order e The Good Wife.
Ela também teve sua carreira cinematográfica, atuando em Sideways, Anarchy TV e Kicking & Screaming. Em 1995, casou-se com o cineasta Adam Bernstein e protagonizou a sitcom The Single Guy. Ao lado de Amy Burns, participou dos filmes de comédia Dan in Real Life e Whatever Works.
Em 2012, se apresentou ao lado de Jim Parsons em The Big Bang Theory. Foi indicada em 2010 ao Tony Award por sua atuação em A View from the Bridge. Durante 2008 e 2013, interpretou Gretchen Schwartz em Breaking Bad e fez uma participação especial em Desperate Housewives. Em 2015 fez uma participação na série Jessica Jones, da Netflix.